# Caudium (ville)
Pour les articles homonymes, voir Caudium.
Caudium (en italien Caudio, en grec Καύδιον) était la ville principale des Samnites, identifiée comme l'actuelle Montesarchio, province de Bénévent en Campanie.

## Géographie
Caudium était située sur la voie Appienne entre Capoue et Beneventum.

## Histoire
Les habitants initiaux de la ville étaient issus de la tribu samnite des Caudins. La ville devint ensuite un municipe romain.
Caudium est surtout connue par les « Fourches caudines » (furculae Caudinae), deux gorges étroites et boisées permettant d'accéder à une plaine enserrée dans les montagnes. À cet endroit, une armée de la République romaine subit une sévère défaite lors de la bataille des Fourches Caudines au cours de la Deuxième guerre samnite, en 321 av. J.-C..

## Réminiscences
Depuis 1971, Caudium est un diocèse titulaire de l'Église catholique, en référence au diocèse antique établi dans la ville du même nom.

## Archéologie
Si la localisation précise de Caudium est difficile à établir, bien qu'il y ait une tendance à le placer dans une zone centrale de la vallée de Caudina, entre les territoires des communes de Montesarchio et Bonea, conformément aux indications des Itinéraires (c'était à 21 milles romains de Capoue et à 11 de Bénévent).
Dans cette zone, en effet, ont été découverts des vases, des bijoux et des meubles datant des siècles allant du VIIe siècle av. J.-C. au Ier apr. J.-C. et qui témoignent d'une expertise technique et artistique. Des nécropoles et un bâtiment thermal ont été identifiés. Les trouvailles sont conservées au Musée du Samnium de Bénévent et au e Musée archéologique national du Sannio Caudino (it) à Montesarchio.